# Fountains of Wayne
Fountains of Wayne byla americká power popová hudební skupina, která vznikla v roce 1996 v New Yorku v USA. Kapela sestávala ze čtyř členů, jimiž jsou Chris Collingwood (zpěv, kytara, skladatel), Adam Schlesinger (baskytara, skladatel), Jody Porter (kytara) a Brian Young (bicí). V době svého vzniku kapela vystupovala i pod dalšími jmény jako Are you my mother? nebo Woolly Mammoth, než se členové dohodli na stálém jméně.
Skupina hned v roce 1996 podepsala smlouvu s Atlantic Records a pod jejich taktovkou vydala svoje první album s názvem Fountains of Wayne. Píseň s názvem „That Thing You Do!“ se stala hlavní hudbou ke stejnojmennému filmu, v češtině To je náš hit!. Píseň pak získala nominaci na Oscara za nejlepší soundtrack k filmu a Zlatou desku od RIAA.
V období let 1999 až 2001 byla skupina neaktivní. Po obnovení činnosti vydala skupina v roce 2003 album s názvem Welcome Interstate Managers, na kterém vyšel velmi úspěšný hit s názvem „Stacy's Mom“, který byl nominován na cenu Grammy a obsadil první příčku v americkém žebříčku hitů Top 40. Zajímavé je, že více zdrojů uvádí za autory písně chybně kapelu Bowling for Soup, která v roce vydala cover verzi písně v říjnu roku 2011.
Po roce 2013 přestala být skupina nadále aktivní, přestože oficiálně rozdělení nikdy neoznámila. V roce 2020 zemřel baskytarista Adam Schlesinger na komplikace spojené s onemocněním COVID-19 a zbývající členové krátce po jeho smrti vystoupili na benefičním livestream koncertu pro Pomocný pandemický fond v New Jersey. Při vystoupení, které věnovali památce zesnulého Schlesingera, je doprovodila na baskytaru Sharon Van Etten.

## Historie

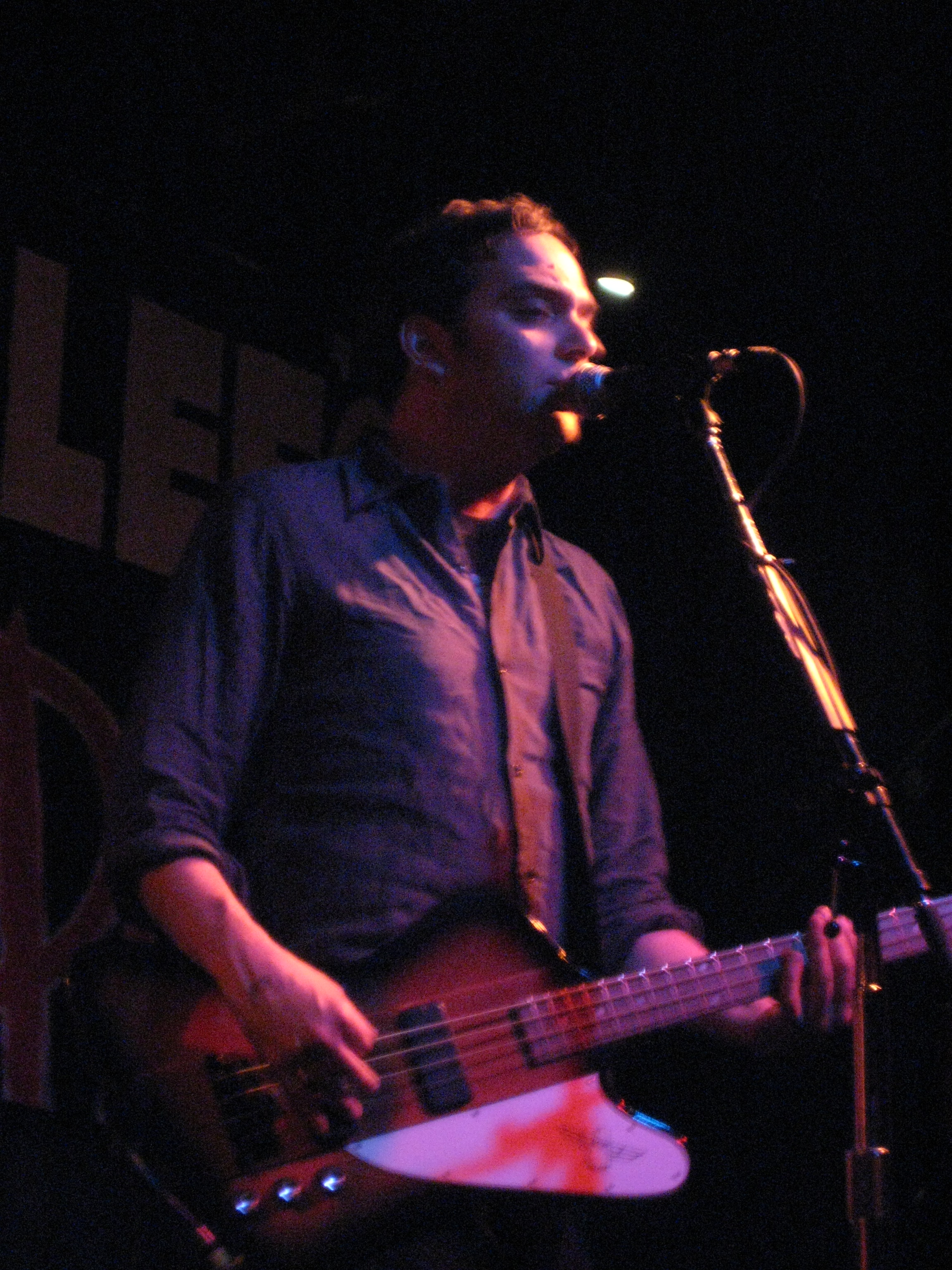
Adam Schlesinger vystupuje v roce 2006.

### Vznik a první léta
Kapelu založili dva písničkáři Adam Schlesinger a Chris Collingwood, kteří se potkali na Williams College ve Williamstown v Massachusetts. Společně hráli v několika skupinách. Časem se jejich cesty rozešli, Schlesinger založil v New Yorku skupinu Ivy, zatímco Collingwood se usadil v Bostonu se skupinou Mercy Buckets. Znovu se sešli až v polovině devadesátých let a v roce 1996 založili skupinu Fountains of Wayne.
Nejprve skupina vystupovala i pod jinými jmény jako Are you my mother? nebo Woolly Mammoth, než získali konečné jméno Fountains of Wayne, převzaté ze zahradnictví ve Wayne v New Jersey. Obchod se nachází nedaleko Montclair, rodného města Schlesingera.

### Fountains of Wayne (1996-1999)
Album s názvem Fountains of Wayne vydala kapela pod taktkovkou vydavatelství Atlantic Records 1. října 1996. Album přineslo dva singly „Radiation Vibe“ a „Sink to the Bottom“. Na desce se nachází i píseň „The Thing You Do!“, která je hlavní hudbou stejnojmenného filmu (česky To je náš hit!) a která získala nominaci na Oscara za nejlepší soundtrack k filmu a ocenění zlaté desky.
Společně s kytaristou Jodym Porterem a bubeníkem Brianem Youngem, který hrál také ve skupině The Posies, vyrazila skupina na turné se skupinami The Smashing Pumpkins, Sloan a The Lemonheads, aby podpořila svoje nové album.

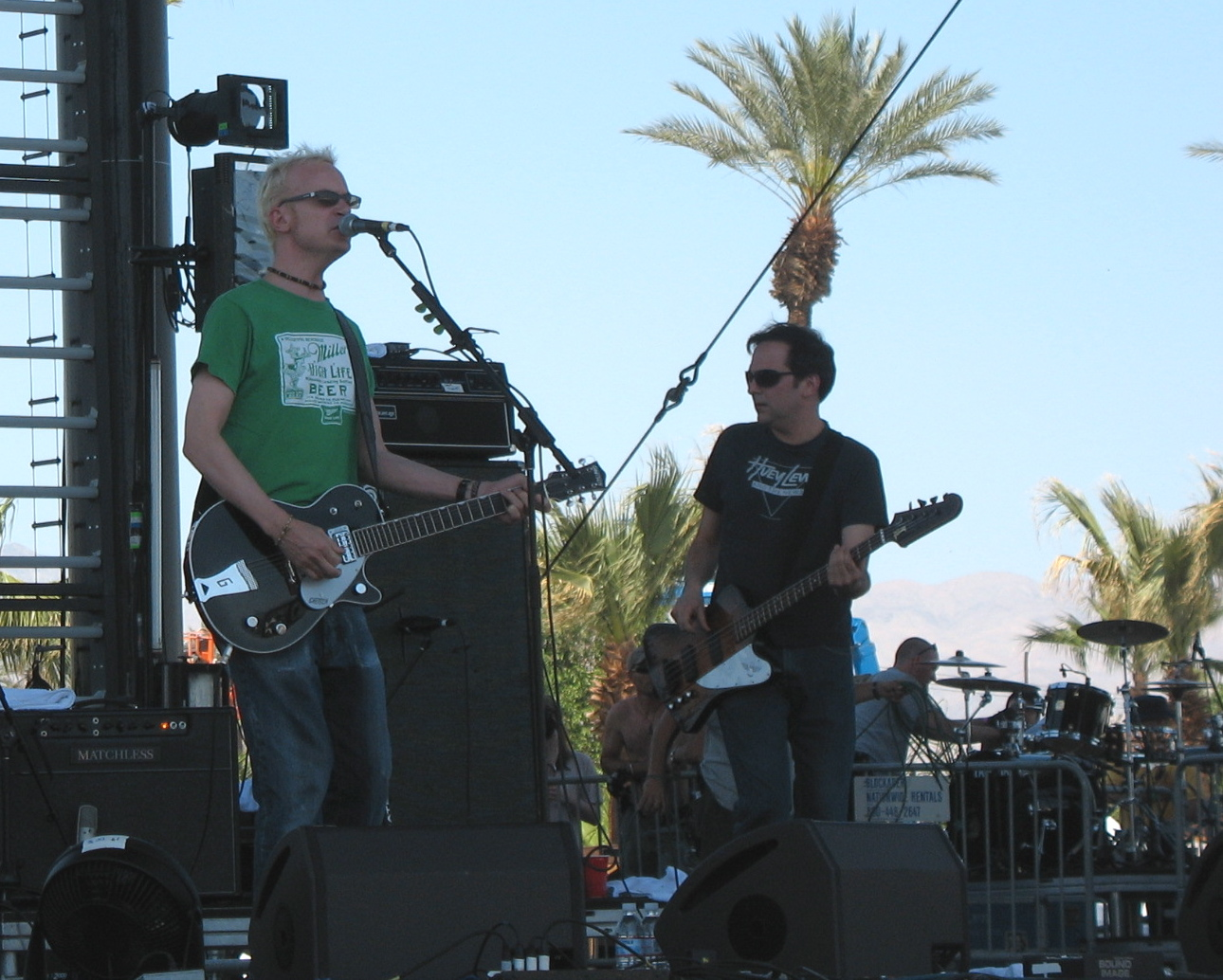
Fountains of Wayne na koncertě v dubnu 2007.

### Utopia Parkway a období nečinnosti (1999-2001)
V roce 1999 vydala skupina svoje druhé album s názvem Utopia Parkway, které bylo pojmenováno po stejnojmenné ulici ve čtvrti Queens v New Yorku. Album bylo dobře hodnoceno kritiky a získalo několik kladných recenzí. Skupina znovu vyrazila na turné, nicméně se nepohodla s vydavatelstvím Atlantic, kvůli čemuž ke konci roku 1999 rozvázala s vydavatelem smlouvu.
Poté byla skupina neaktivní. Schlesinger spolupracoval na hudbě k filmu Josie a její kočičky, a také spolupracoval se skupinami Velvet Pipe a They Might Be Giants a s muzikantem Davidem Meadem. Se skupinou Ivy, nahrál a vydal třetí album s názvem Long Distance.
Chris Collingwood v době nečinnosti skupiny založil novou kapelu Gay Potatoes v Northamptonu v Massachusetts. Měl i řadu sólových vystoupení v Bostonu. Kytarista Porter pracoval se svojí skupinou The Astrojet. Brian Young se přestěhoval do Los Angeles, kde spolupracoval s řadou umělců, mimo jiné se Stevem Fiskem, skupinou Ivy, Heather Dubyovou a Gregem Dullim.

### Obnovení činnosti a třetí album (2001-2005)
Dohromady se skupina pomalu dává až v roce 2001, když spolu přezpívali píseň „Better Things“ od skupiny The Kinks. Skupina také nahrála znělku k pořadu Crank Yankers pro televizi Comedy Central a zpívala v kresleném seriálu Hey Joel pro VH1. Za peníze, které si skupina vydělala vystupováním v televizi natočila svoje třetí studiové album s názvem Welcome Interstate Managers, které ve spolupráci s vydavatelstvím S-Curve Records vydala v roce 2003. Deska přinesla nový singl s názvem „Stacy's Mom“, o kterém Schlesinger prohlásil, že se jedná o poctu skupině The Cars.

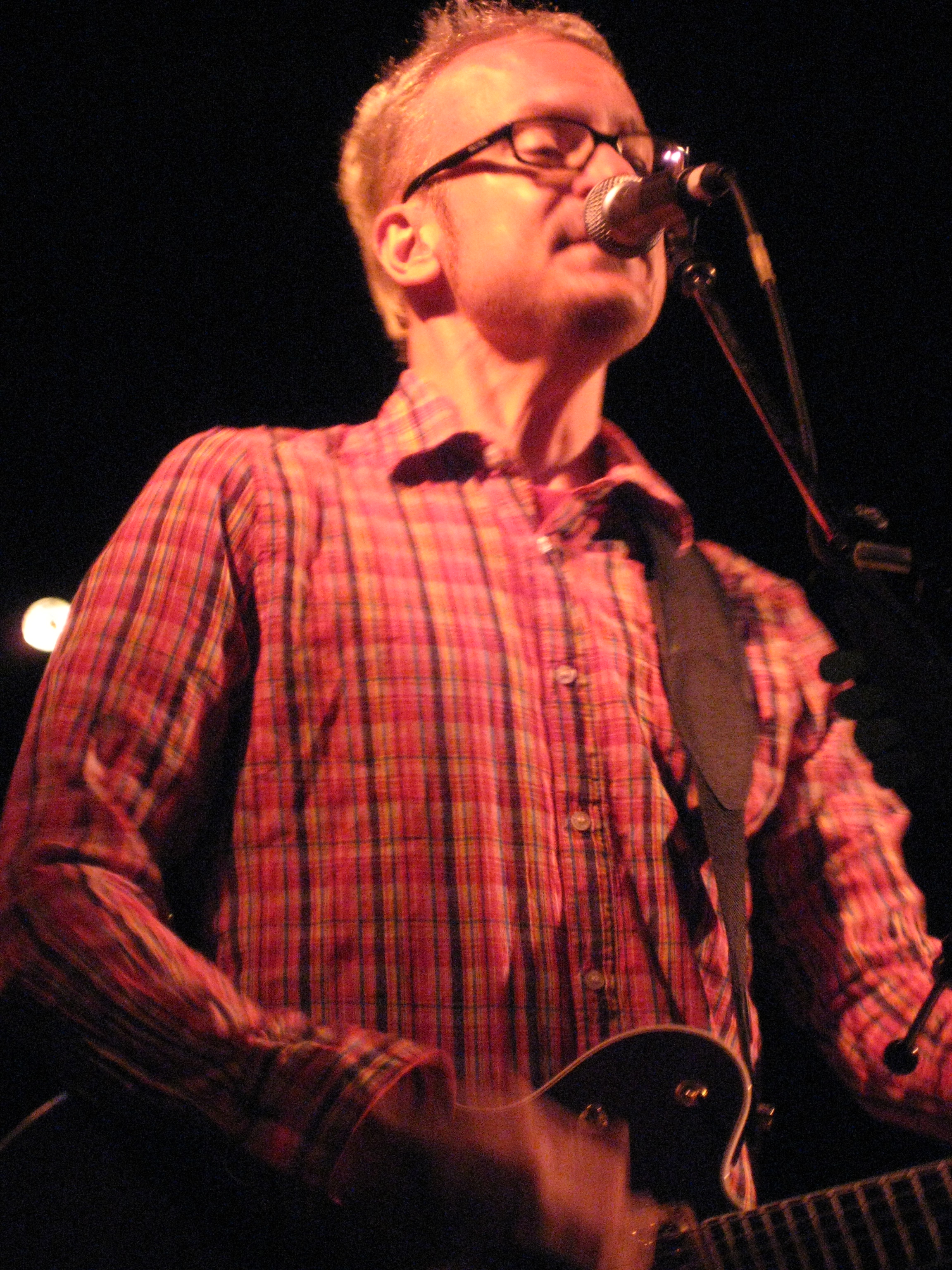
Chris Collingwood na koncertě v roce 2007.

Zpočátku se singlu nedařilo, protože ho hrála pouze komerční rádia alternativního rocku, a skupina vypadala, že je odsouzena k úpadku. Kapelu zachránila televize MTV, když její prezidentka Judy McGranthová zařadila do vysílání hudební klip k singlu, čímž velmi zvýšila popularitu písně. Hit „Stacy's Mom“ byl nakonec nominován na dvě ceny Grammy v roce 2003 a vyhrál ocenění Zlatá deska od RIAA. Další singl alba „Mexican Wine“ už nebyl tak úspěšný kvůli kontrovernímu klipu, ve kterém malé děti zpívají „Think I'll have another glass of Mexican wine (myslím, že si dám další sklenku mexického vína)“ a Jody Porter pije víno ze sklenice na nahém ženském břiše. Vydavatel kvůli kontroverzi téměř okamžitě video stáhl. Třetím singlem byla píseň „Hey Julie“, píseň „All Kinds Of Time“ použila NFL k propagaci v sezóně 2005.

### Kompilační album a Traffic and Weather (2005-2007)
V červnu roku 2005 vydala skupina kompilační album Out-of-State Plates, které obsahuje B-side písně z předcházejících let a dvě nové. Singlem alba je hit „Maureen“, na albu se nachází i coververze písně od Britney Spears „...Baby One More Time“.
Čtvrté studiové album s názvem Traffic and Weather bylo vydáno 3. dubna 2007. V žebříčku TOP 50 časopisu Rolling Stone byla uvedena píseň „I-95“.

### Sky Full Of Holes a další alba (2009-současnost)
V roce 2009 skupina vystupovala na mnoha představeních a vydala živé DVD s názvem No Better Place: Live In Chicago, které bylo natočeno během koncertů v roce 2005 a navíc obsahuje několik písní z nového alba v akustické verzi.

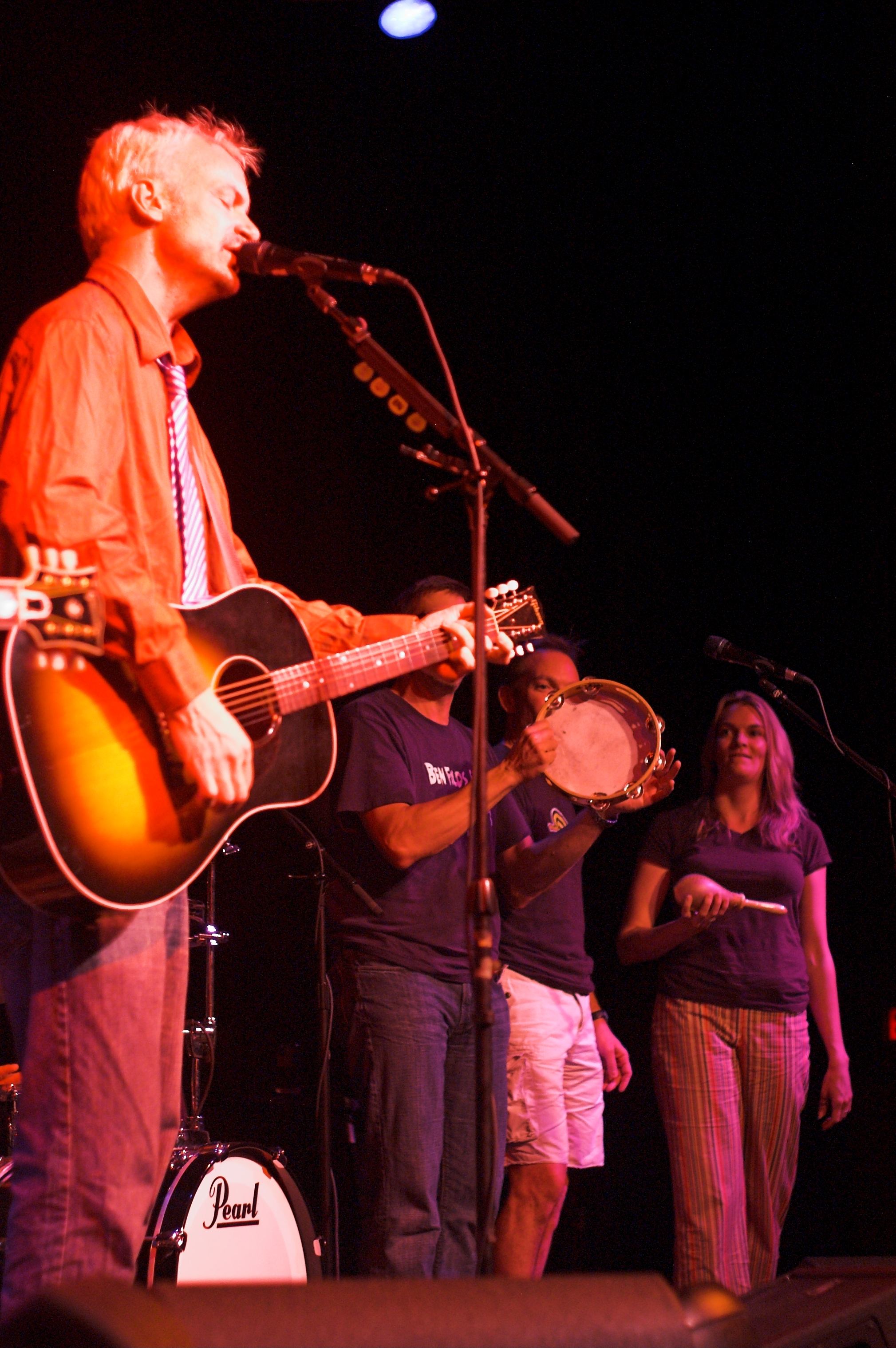
Fountains of Wayne na koncertě v červenci 2009.

Chris Collingwood již v září roku 2010 oznámil, že nové album je hotové. Páté studiové album s názvem Sky Full Of Holes vyšlo 1. srpna 2011 ve vydavatelství Lojinx ve Británii a 2. srpna ve spolupráci s Yep Roc Records v Severní Americe. Skupina již předtím odjela na turné po Japonsku, kde album vyšlo již 20. července pod taktovkou Warner Music Group. Album obsahuje dva singly „Richie and Ruben“ a „Someone's Gonna Break Your Heart“.

## Diskografie

### Studiová alba
- Fountains of Wayne (1996)
- Utopia Parkway (1999)
- Welcome Interstate Managers (2003)
- Traffic and Weather (2007)
- Sky Full Of Holes (2011)

### Další alba
- Out-of-State Plates (2005)
- No Better Place: Live In Chicago (2009)